# Sri-lankische Badmintonmeisterschaft 2014
Die Sri-lankische Badmintonmeisterschaft 2014 fand vom 8. bis zum 12. Oktober 2014 in Nawalapitiya statt. Es war die 62. Austragung der nationalen Titelkämpfe im Badminton in Sri Lanka.

## Austragungsort
- Jayatillake Sports Complex, Nawalapitiya

## Medaillengewinner
| Disziplin    | Gold                                  | Silber                                        | Bronze                                           |
| ------------ | ------------------------------------- | --------------------------------------------- | ------------------------------------------------ |
| Herreneinzel | Niluka Karunaratne                    | Dinuka Karunaratne                            | Buwenaka Goonethileka                            |
| Herreneinzel | Niluka Karunaratne                    | Dinuka Karunaratne                            | Lahiru Weerasinghe                               |
| Dameneinzel  | Thilini Pramodika                     | Achini Ratnasiri                              | Chandrika de Silva                               |
| Dameneinzel  | Thilini Pramodika                     | Achini Ratnasiri                              | Lekha Shehani                                    |
| Herrendoppel | Niluka Karunaratne Dinuka Karunaratne | Hasitha Chanaka Rajitha Sandeepana Dhanayaka  | Lahiru Madhushan Oshadi Madusanka                |
| Herrendoppel | Niluka Karunaratne Dinuka Karunaratne | Hasitha Chanaka Rajitha Sandeepana Dhanayaka  | Clarence Homer Upendra Jayawardena               |
| Damendoppel  | Achini Ratnasiri Upuli Weerasinghe    | Gayathree Herath Thilini Jayasinghe           | Kavindi Ishandika Sirimannage Oshadi Kuruppu     |
| Damendoppel  | Achini Ratnasiri Upuli Weerasinghe    | Gayathree Herath Thilini Jayasinghe           | Yasmitha Sankapale Dayarathne Kavindika de Silva |
| Mixed        | Niluka Karunaratne Nadeesha Gayanthi  | Rajitha Sandeepana Dhanayaka Achini Ratnasiri | Roshan Kumara Ruwini Ratnasiri                   |
| Mixed        | Niluka Karunaratne Nadeesha Gayanthi  | Rajitha Sandeepana Dhanayaka Achini Ratnasiri | Hasitha Chanaka Kavindi Ishandika Sirimannage    |